# 127e bataillon de tirailleurs sénégalais
Le 127e bataillon de tirailleurs sénégalais (127e BTS) est un bataillon des troupes coloniales françaises, créé à la fin de la Première Guerre mondiale.

## Historique
Le 127e bataillon de tirailleurs sénégalais est formé à Fréjus le 1er août 1918 à partir du 104e BTS dissous ce même jour. Il reste en garnison au camp de Fréjus jusqu'en 1919.